# Nádiantilopok
A nádiantilopok (Redunca) az emlősök (Mammalia) osztályának párosujjú patások (Artiodactyla) rendjébe, ezen belül a tülkösszarvúak (Bovidae) családjába és a nádiantilop-formák (Reduncinae) alcsaládjába tartozó nem.

## Leírásuk
A nádiantilopok kizárólag afrikai elterjedésűek. Csak a nagy sivatagokat és a sűrű dzsungeleket, illetve erdőket kerülik el. Ezek az állatok főleg a nedves területeket, mint például a mocsarakat, lápréteket és nagy folyók, illetve tavak kiterjedt nádasait kedvelik, azaz részesítik előnyben. Az idetartozó fajokra a nemi kétalakúság jellemző; hiszen a bika nagyobb és szarvval rendelkezik, míg a tehén kisebb méretű és nincsen szarva. A rokon Kobus-fajoktól kisebb méretük és általában világosabb bundájuk különbözteti meg.

## Rendszerezés
A nembe az alábbi 3 élő faj tartozik:
- nagy nádiantilop (Redunca arundinum) (Boddaert, 1785)
- hegyi nádiantilop (Redunca fulvorufula) (Afzelius, 1815)
- közönséges nádiantilop (Redunca redunca) (Pallas, 1767) - típusfaj

## Képek

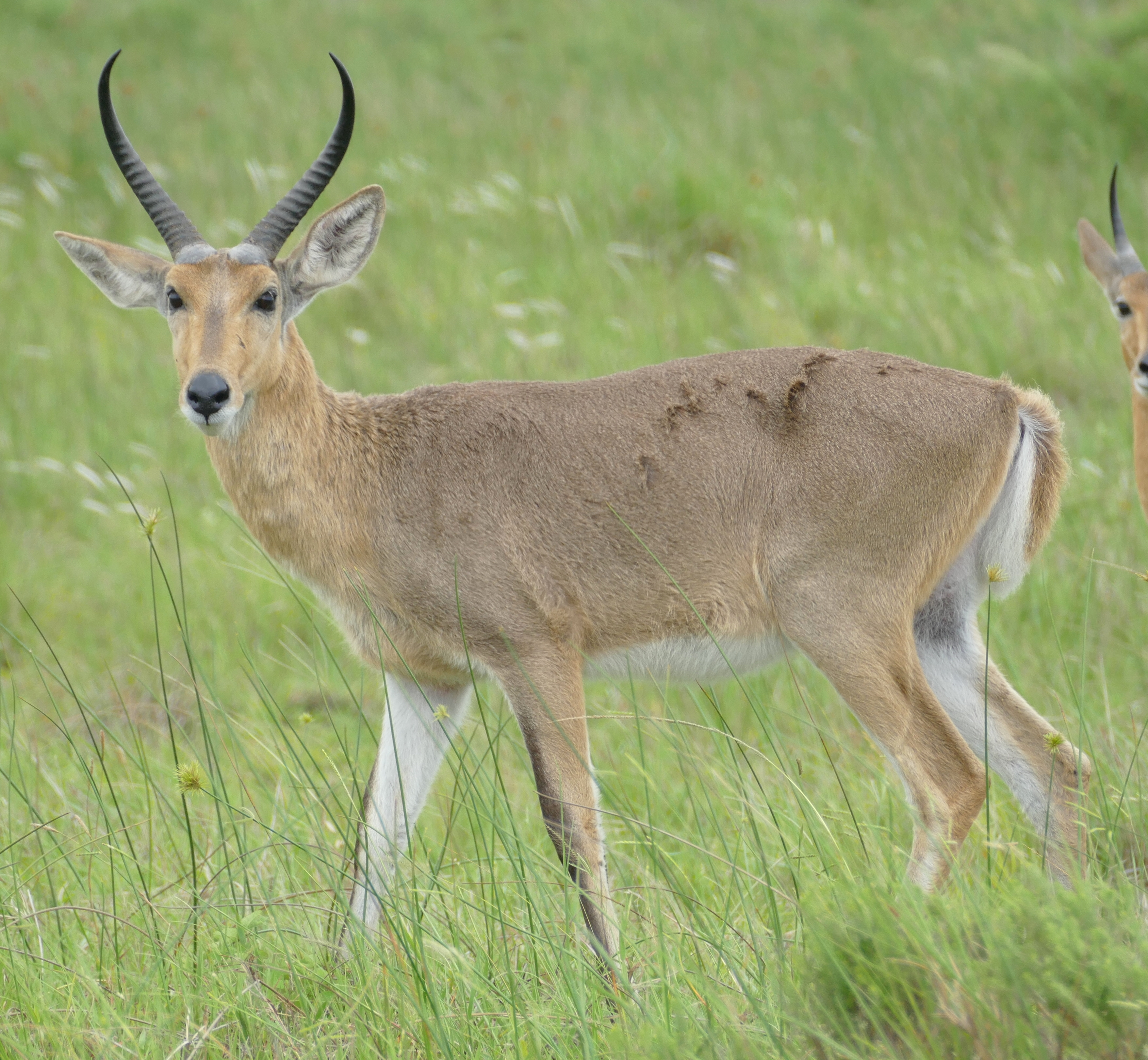
Redunca arundinum
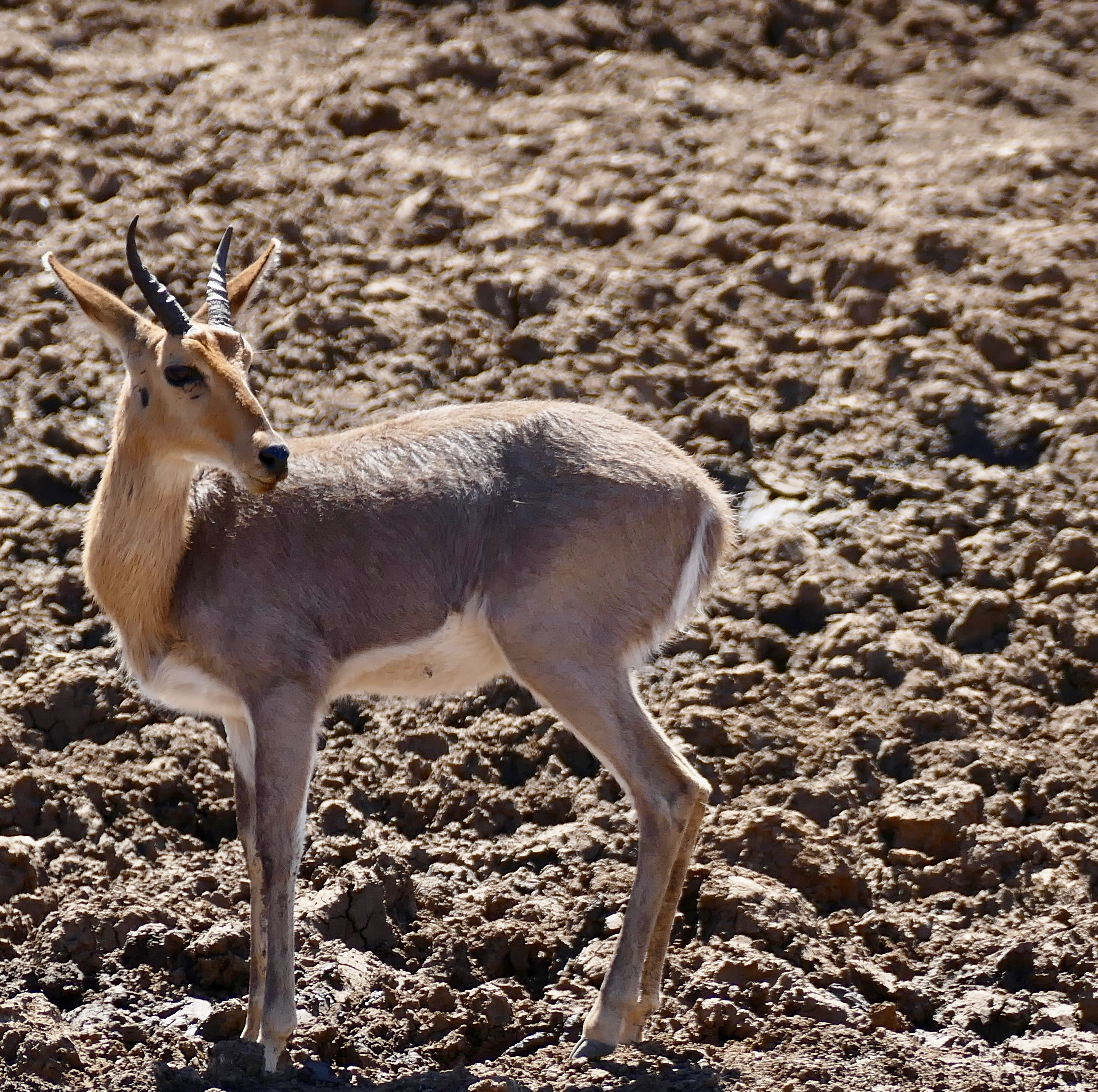
Redunca fulvorufula